# Sanmenia kohi
Sanmenia kohi är en spindelart som beskrevs av Ono 1995. Sanmenia kohi ingår i släktet Sanmenia och familjen krabbspindlar.
Artens utbredningsområde är Singapore. Inga underarter finns listade i Catalogue of Life.